# Dorcus Inzikuru

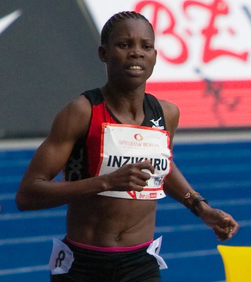

Dorcus Inzikuru (sinh ngày 2 tháng 2 năm 1982 tại Vurra, Quận Arua) là một vận động viên điền kinh người Uganda, cạnh tranh trong cuộc chạy băng đồng. Cô đã giành được danh hiệu thế giới khai mạc ở độ cao 3000 m của phụ nữ, cũng như danh hiệu Liên bang đầu tiên trong sự kiện này. Huấn luyện viên của cô là Renato Canova. Đôi khi tên của cô được đánh vần là "D Focus". Nó đã bị sai chính tả trong hộ chiếu của cô ấy, và sai lầm đã được khắc phục khi cô ấy tham gia các cuộc đua quốc tế.

## Sự nghiệp
Inzikuru đã giành huy chương đồng trong nội dung 5000 mét tại Đại hội thể thao châu Á 2003, đứng sau Meseret Defar và Tirunesh Dibaba. Cô cũng đã giành chiến thắng tại một quốc gia xuyên quốc gia, đánh bại tất cả các đồng nghiệp tại cuộc họp Euracer năm đó.

### Giải vô địch thế giới năm 2005
Năm 2005, tại Giải vô địch thế giới, tại Helsinki, Phần Lan, Inzikuru đã kết thúc sự chờ đợi 33 năm của một danh hiệu điền kinh thế giới ở U-crai-na, giành chiến thắng ở nội dung trượt dốc 3000 m dành cho nữ khai mạc, vào thời điểm 9: 18,24 (vào thời điểm đó, lần thứ sáu hiệu suất bao giờ hết). Inzikuru chỉ biết đến giải thưởng trị giá 60.000 USD sau khi giành chiến thắng trong trận chung kết và thề sẽ dùng tiền của mình để xây nhà và giúp đỡ các vận động viên trẻ.
Cô đã tham dự Giải vô địch quốc gia xuyên quốc gia IAAF năm 2005 năm đó, nhưng cô đã hoàn thành ở vị trí thứ 18. Vào năm 2006, cô đã giành chiến thắng trong cuộc họp quốc tế xuyên quốc gia Oeiras, nhưng cô đã rút khỏi Giải vô địch quốc gia xuyên quốc gia mùa đó.

### Trở lại năm 2009
Sau hai năm rời khỏi điền kinh, do sinh đứa con đầu lòng (Emmanuelle Munguci) và được điều trị nhiễm trùng xoang và các dị ứng khác nhau, Inzikuru trở lại thi đấu. Cô đã chiến thắng một cuộc đua 800 mét ở Namboole vào ngày 6 tháng 6 với thời gian 2: 12.0, sau đó nói: "Đây là cuộc đua đầu tiên của tôi sau hơn hai năm. Tôi chỉ trở lại và tự hào về thời gian của mình. Nó xây dựng sự tự tin của tôi ". Cô thi đấu ít ỏi trong những năm sau đó và không thể lấy lại phong độ dốc đứng của mình, ghi lại mùa tốt nhất là 9: 53,02 và 9: 54,50 phút vào năm 2010 và 2011.
Inzikuru trở lại cấp độ cao nhất của môn thể thao này vào năm 2012, chạy trong thời gian 9: 30,95 phút cho môn trượt dốc và đủ điều kiện cho Thế vận hội London 2012. Tuy nhiên, sự kiện đã diễn ra kể từ khi cô giành được chức vô địch, và cô không đủ nhanh để lọt vào trận chung kết. Cô đã chạy trong các cuộc họp lớn của Weltklasse và Internationales Stadionfest ở Đức sau Thế vận hội Olympic, nhưng hầu như không thể lọt vào top mười. Vào năm 2013, cô đã cố gắng tái tạo sự nghiệp của mình bằng cách chuyển sang chạy marathon, nhưng khi ra mắt tại Brighton Marathon, cô đã hoàn thành với thời gian 2:42:38 giờ, mất mục tiêu là kỷ lục của Uganda. ].

## Cuộc sống cá nhân
Inzikuru lớn lên ở Vurra, thuộc quận Arua, con gái của một linh mục Anh giáo. Bố mẹ cô đều là những vận động viên tài năng, nhưng không thi đấu quốc tế. Cô là con thứ ba trong số tám người con, nhưng mất hai anh trai ở tuổi tám và mười bốn, vì bệnh thương hàn và sốt rét.
Inzikurru đã kết hôn với một kế toán, Martin Bosco Acidri, một cựu vận động viên chạy nước rút và họ cùng nhau có một cô con gái, Emmanuela Munguci. Họ tách ra vào tháng 2 năm 2012. Ông mất vào tháng 10 năm 2013.
Inzikuru thường sống và đào tạo ở Torino và thi đấu cho câu lạc bộ Milan Camelot. Cô thường tập luyện với người giữ kỷ lục thế giới nam, Saif Saaeed Shaheen, vì hai người có chung huấn luyện viên, Renato Canova.

## Thành tích

### 3000 m Steeplechase
- Giải vô địch thế giới năm 2005, vàng (9: 18,24)
- Chung kết điền kinh thế giới 2005, vàng
- Đại hội Thể thao Khối thịnh vượng chung 2006, Vàng (9: 19,51

### 3000 m
- Giải vô địch trẻ thế giới 1999, lần thứ 8

### 5000 m
- Đại hội thể thao châu Phi 1999, thứ 6
- Giải vô địch thế giới năm 2000, vàng
- Đại hội Thể thao Khối thịnh vượng chung năm 2002, lần thứ 4
- Thế vận hội châu Phi 2002, bạc
- Đại hội thể thao châu Á 2003, đồng

### Xuyên quốc gia
- Giải vô địch thế giới thiếu niên 2000, thứ 10
- Giải vô địch thế giới 2004 (khóa ngắn hạn), thứ 38
- Giải vô địch thế giới năm 2005 (khóa ngắn hạn), thứ 18
- Giải vô địch thế giới 2007, DNF

## Thành tích cá nhân tốt nhất
- 800 m, 2: 02.00
- Một dặm, 4: 36,05
- 3000 m, 8: 46,29
- 5000 m, 15: 05.30
- Steeplechase 2000 m, 6: 04,46
- Steeplechase 3000 m, 9: 15.04